# Pazifische Insulaner
Pazifische Insulaner ist ein demografischer Begriff, der z. B. in den USA oder in Neuseeland verwendet wird, um die ethnische Herkunft von Menschen zu beschreiben, die selbst – oder deren Vorfahren – von einer der Inseln im Pazifischen Ozean stammen.

## Verwendung des Begriffs in den Vereinigten Staaten
Das United States Census Bureau definiert pazifische Insulaner als Menschen, die von den Ureinwohnern von Hawaii, Guam, Samoa oder anderen pazifischen Inseln abstammen. Nach dem Census 2020 lebten 1.586.463 Menschen in den USA, die ihre Abstammung mit „pazifische Insulaner“ angaben. Dies entspricht rund 0,5 % der Gesamtbevölkerung. Die meisten dieser Menschen lebten in Hawaii, welche dort 21,7 % der Gesamtbevölkerung ausmachten. Weitere Staaten, in denen der Anteil der pazifischen Insulaner an der Bevölkerung signifikant über dem amerikanischen Bundesdurchschnitt lag, sind Alaska (2,5 %), Utah (1,8 %), Nevada (1,7 %), Washington (1,5 %), Oregon (0,9 %) und Kalifornien (0,9 %).

## Verwendung des Begriffs in Neuseeland
Die Mehrheit dieser Bevölkerungsgruppe stammt aus Polynesien. Andere kommen von Mikronesien oder Melanesien. Man verwendet den Begriff hauptsächlich, um diese Menschen von den Māori zu unterscheiden, die ebenfalls Polynesier sind.